# Petrikor
Petrikor je zemljani miris koji se stvara kada kiša padne na suho tlo. Riječ je građena od grčke riječi petra (grc. πέτρα), "stijena" ili petros (grc. πέτρος), "kamen" i īchōr (grc. ἰχώρ), tekućina koja teče venama bogova u grčkoj mitologiji.

## Porijeklo
Fenomen su prvi put znanstveno opisali australski istraživači Isabel Bear i Dick Thomas u ožujku 1964. godine, u radu objavljenom u časopisu Nature. Thomas je skovao pojam "petrikor" da bi označio ono što je prije bilo poznato kao "glinasti miris". U članku autori opisuju kako miris proizlazi iz ulja koje izlučuju određene biljke tijekom sušnih razdoblja, a zatim ga upijaju tla i stijene na osnovi gline. Za vrijeme kiše ulje se ispušta u zrak zajedno s drugim spojem, geosminom, nusproduktom metabolizma određenih aktinobakterija, koji se emitira mokrim tlom, stvarajući prepoznatljiv miris; ozon također može biti prisutan ako su prisutne munje. U daljnjem radu Bear i Thomas (1965.) pokazali su da ulje usporava klijanje sjemena i rani rast biljaka.
Mnogo prije nego što je ovaj fenomen dobio ime 1964. godine, bio je primijećen i o njemu se raspravljalo u znanstvenim krugovima. U svibnju 1891. u časopisu The Scientific American pojavila se kratka bilješka T.L. Phipsona koja se odnosi na tu temu. Napisao je: "Ova tema, kojom sam bio zaokupljen prije više od dvadeset i pet godina, pojavljuje se u jednom odlomku u kasnom broju časopisa Chemical News koji je nedavno privukao pažnju profesora Berthelota i M. Andrea." Nema sumnje, Phipson se pozivao na kratki rad koji su Berthelot i André pročitali na sastanku francuske Akademije znanosti 23. travnja 1891. godine i tiskan u 112. svesku (1891.) časopisa Comptes Rendus, pod naslovom "Sur l'Odeur propre de la Terre ".
Phipson nastavlja, "Otkrivajući, pozivajući se na svoje stare bilješke, datirane 1865. godine, dvojbeno jesam li ikada objavio rezultate tih opažanja; a kako ugledni kemičari koje sam upravo imenovao nisu u potpunosti riješili problem, požurite dati rezultate koje sam postigao tako davno." Zatim teoretizira da je miris "... bio posljedica prisutnosti organskih tvari usko povezanih s esencijalnim uljima biljaka ..." i da se te tvari sastoje od "... mirisa koji emitiraju tisuće cvjetova ... "apsorbira u pore tla, a oslobađa se samo kad ih kiša raseli. Nakon pokušaja da ga izolira, otkrio je da je "... izgledao vrlo sličan, ako ne i identičan bromo-cedrenu,  izvedenog iz esencije cedra."

## Mehanizam
2015. godine znanstvenici s Massachusetts Institute of Technology (MIT) koristili su brze kamere kako bi zabilježili kako se miris kreće u zrak. Ispitivanja su uključivala približno 600 pokusa na 28 različitih površina, uključujući konstruirane materijale i uzorke tla. Kad kišna kap padne na poroznu površinu, zrak iz pora stvara male mjehuriće, koji isplivaju na površinu i oslobađaju aerosole. Takvi aerosoli nose miris, kao i bakterije i virusi iz tla. Kišne kapi koje se kreću sporije stvaraju tendenciju stvaranja više aerosola; ovo služi kao objašnjenje zašto je petrichor češći nakon slabih kiša. Actinomycetes je bakterija odgovorna za stvaranje spora u tlu.
Ljudski je nos izuzetno osjetljiv na geosmin i sposoban ga je otkriti u koncentracijama od samo 5 dijelova na bilijun. Neki znanstvenici vjeruju da ljudi cijene miris kiše jer su se preci možda preživjeli oslanjajući se na kišovito vrijeme.